# 청도 신둔사 영산보탑 및 탑비
청도 신둔사 영산보탑 및 탑비(淸道 薪芚寺 靈山寶塔 및 塔碑)는 대한민국 경상북도 청도군에 있는 석탑과 석비이다. 2014년 10월 29일 대한민국의 국가등록문화재 제618호로 지정되었다.

## 개요
전통 석탑의 형식을 바탕으로 곡률이 거의 없는 처마선, 급한 낙수면, 간결한 형태미 등을 보여주는 근대기 대표적인 석탑이다.
석탑과 석비로서 명확한 제작 경위와 제작 연대 등이 기록되어 있고, 동시기 석탑연구의 기준작으로서 중요하다.

## 참고 자료
- 청도 신둔사 영산보탑 및 탑비 - 국가유산청 국가유산포털